# کرولا (لوئیزیانا)
کرولا (به انگلیسی: Creola) شهری در ایالت لوئیزیانا کشور ایالات متحده آمریکا است که جمعیت آن در سرشماری سال ۲۰۱۰ میلادی، ۲۱۳ نفر بوده‌است.

## نگارخانه

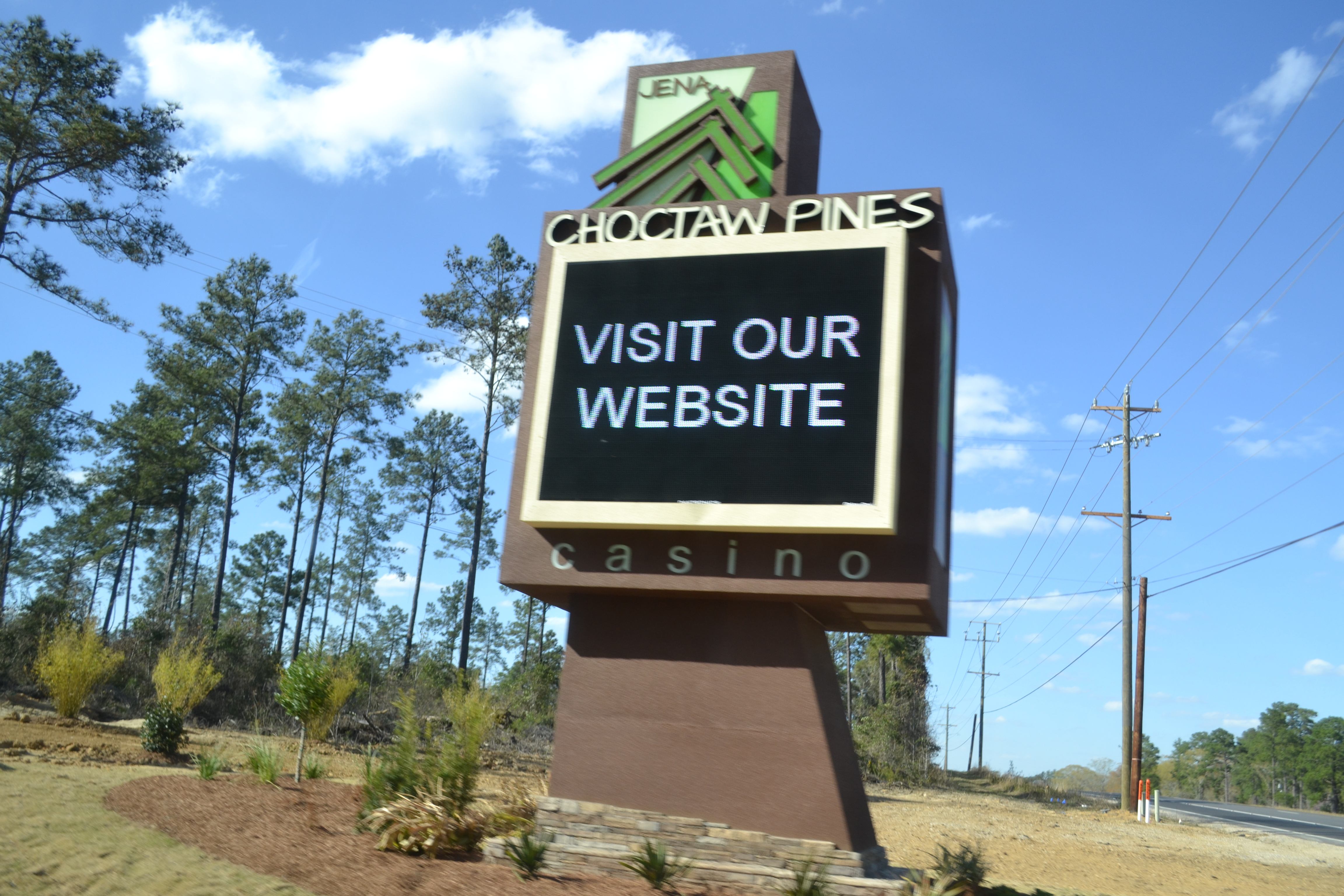